# Mitch Nichols
Mitch Nichols (Southport, Queensland, 1989. május 1. –) ausztrál válogatott labdarúgó.

## Nemzeti válogatott
Az ausztrál válogatottban 5 mérkőzést játszott.

## Statisztika
| Ausztrál válogatott | Ausztrál válogatott | Ausztrál válogatott |
| Időszak             | Mérk.               | gól                 |
| ------------------- | ------------------- | ------------------- |
| 2009                | 1                   | 0                   |
| 2010                | 0                   | 0                   |
| 2011                | 0                   | 0                   |
| 2012                | 0                   | 0                   |
| 2013                | 3                   | 0                   |
| 2014                | 1                   | 0                   |
| Összesen            | 5                   | 0                   |